# 高村直助
高村 直助（たかむら なおすけ、1936年10月17日 - ）は、日本史学者。文学博士（東京大学・論文博士・1984年）（学位論文「日本資本主義史論」）。東京大学名誉教授、フェリス女学院大学名誉教授。専門は日本近代経済史・産業史。三兄は高村泰雄（京都大学名誉教授）。

## 経歴
大阪市出身。1955年大阪府立高津高等学校卒業、1959年東京大学文学部卒業、1965年東京大学大学院人文科学研究科博士課程単位取得退学、社会科学研究所助手（- 1966年）。
1971年から東京大学文学部助教授、教授を務め、1997年定年退官、名誉教授、フェリス女学院大学国際交流学部教授。2007年退職、名誉教授。1984年「日本資本主義史論」で東京大学より文学博士の学位を取得。
横浜市三度目の市史編集事業になる『横浜市史 II 』の代表編集委員を務め、2004年横浜市歴史博物館館長、横浜開港資料館館長。

## 受賞歴
- 1972年日本経済図書文化賞受賞

## 著書

### 単著
- 『日本紡績業史序説』（上・下、塙書房、1970-71年）
- 『日本資本主義史論 産業資本・帝国主義・独占資本』（ミネルヴァ書房、1980年）
- 『近代日本綿業と中国』（東京大学出版会、1982年、新版2012年）
- 『再発見 明治の経済』（塙書房、1995年）
- 『会社の誕生』（吉川弘文館〈歴史文化ライブラリー〉、1996年）
- 『都市横浜の半世紀―震災復興から高度成長まで』（有隣堂〈有隣新書〉、2006年）
- 『明治経済史再考』（ミネルヴァ書房、2006年）
- 『小松帯刀』（吉川弘文館〈人物叢書〉、2012年）
- 『歴史研究と人生　我流と幸運の七十七年』（日本経済評論社、2015年）
- 『永井尚志　皇国のため徳川家のため』（ミネルヴァ書房〈日本評伝選〉、2015年）

### 編著
- 『県民100年史 神奈川県の百年』（山川出版社、1984年）
- 『日露戦後の日本経済』（塙書房、1988年）
- 『企業勃興―日本資本主義の形成』（ミネルヴァ書房、1992年）
- 『商人と流通―近世から近代へ』（山川出版社、1992年）
- 『産業革命（近代日本の軌跡8）』（吉川弘文館、1994年）
- 『道と川の近代』（山川出版社、1996年）
- 『明治の産業発展と社会資本』（ミネルヴァ書房、1997年）
- 『明治前期の日本経済―資本主義への道』（日本経済評論社、2004年）
- 『日本近現代人名辞典』(吉川弘文館、2001年)

## 論文（著書未収録のもの）
- 「江戸後期における木曽商人」『日本歴史』425号（吉川弘文館、1983年）
- 「転換期としての第一次大戦と日本」『講座日本歴史9　近代3』（東京大学出版会、1985年）
- 「批判の作法」『史学雑誌』106編9号（山川出版社、1997年）
- 「沖守固と原六郎」『横浜開港資料館紀要』26号（横浜開港資料館、2008年）
- 「維新期における対外折衝と横浜」『横浜開港資料館紀要』28号（横浜開港資料館、2010年）